# Itambacuri
Itambacuri es un municipio brasileño de estado de Minas Gerais. Su población estimada en 2004 era de 23.424 habitantes.